# Louis Alméras

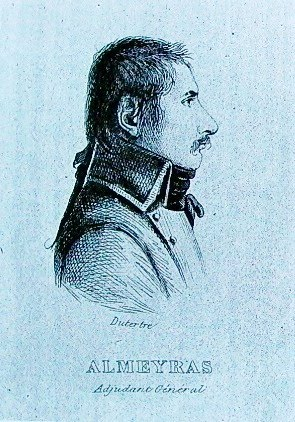
Louis Alméras (1798)

Louis Alméras, gelegentlich Louis Almeyras (* 15. März 1768 in Vienne; † 7. Januar 1828 in Bordeaux) war ein französischer Général de division der Infanterie.

## Leben
Alméras war der Sohn des Juristen Jean-Baptiste Almeras und dessen Ehefrau Françoise Lherbert.
Ab April 1787 studierte Alméras an der École nationale des ponts et chaussées und trat nach erfolgreichem Abschluss am 1. November 1791 in die Armee ein. Dort machte er sehr schnell Karriere und 1793, anlässlich der Belagerung von Toulon, fungierte er bereits als Aide-de-camp von General Jean-François Carteaux.
1796/97 nahm er unter dem Befehl von General Jean-Baptiste Kléber an Napoleons Italienfeldzug teil. Auch während der ägyptischen Expedition kämpfte er unter Kléber; so auch bei Abukir (25. Juli 1799), Alexandria und Helipolis (20. März 1800).
Alméras sprach sich gegen Napoleon aus, als dieser sich mittels Staatsstreich des 18. Brumaire VIII zum Ersten Konsul und damit faktisch zum Alleinherrscher.
1809 wechselte Alméras zur Armée d’Italie und stellte sich unter den Oberbefehl von Eugène de Beauharnais. Unter General Jean Maximilien Lamarque zeichnete sich Alméras in den Schlachten bei an der Piave (8. Mai 1809) und bei Wagram (5.6. Juli 1809) aus.
Dezember 1809 Eroberung und Besetzung von Bruneck / Pustertal; ein großer Teil des versammelten Kriegsrates stimmte für Plünderung und Brandschatzung, doch Alméras widersetzte sich und verhinderte damit die Gräuel der Verwüstung.
Als General der Infanterie nahm Alméras am Russlandfeldzug teil und wurde in der Schlacht von Borodino (26. August 1812) schwer verwundet. Er überlebte seine Verwundung und schloss sich während der Restauration König Ludwig XVIII. an. Als Napoleon die Insel Elba verließ und die Herrschaft der Hundert Tage begann, wechselte Alméras zurück zu Napoleon.
Er fungierte als Militärgouverneur von Bordeaux, als er unerwartet einen Schlaganfall erlitt. Er starb wenige Wochen vor seinem 60. Geburtstag am 7. Januar 1828 und fand dort auch seine letzte Ruhestätte.

## Ehrungen
- 11. Dezember 1803 Chevalier der Ehrenlegion
- 14. Juni 1804 Kommandeur der Ehrenlegion
- 27. September 1810 Baron de l’Émpire
- 3. September 1814 Ordre royal et militaire de Saint-Louis (Chevalier)
- 17. August 1822 Grand Officier der Ehrenlegion
- 23. Mai 1825 Ordre royal et militaire de Saint-Louis (Kommandeur)
- Sein Name findet sich am östlichen Pfeiler (11. Spalte) des Triumphbogens am Place Charles-de-Gaulle (Paris).